# Médersa El Bachia

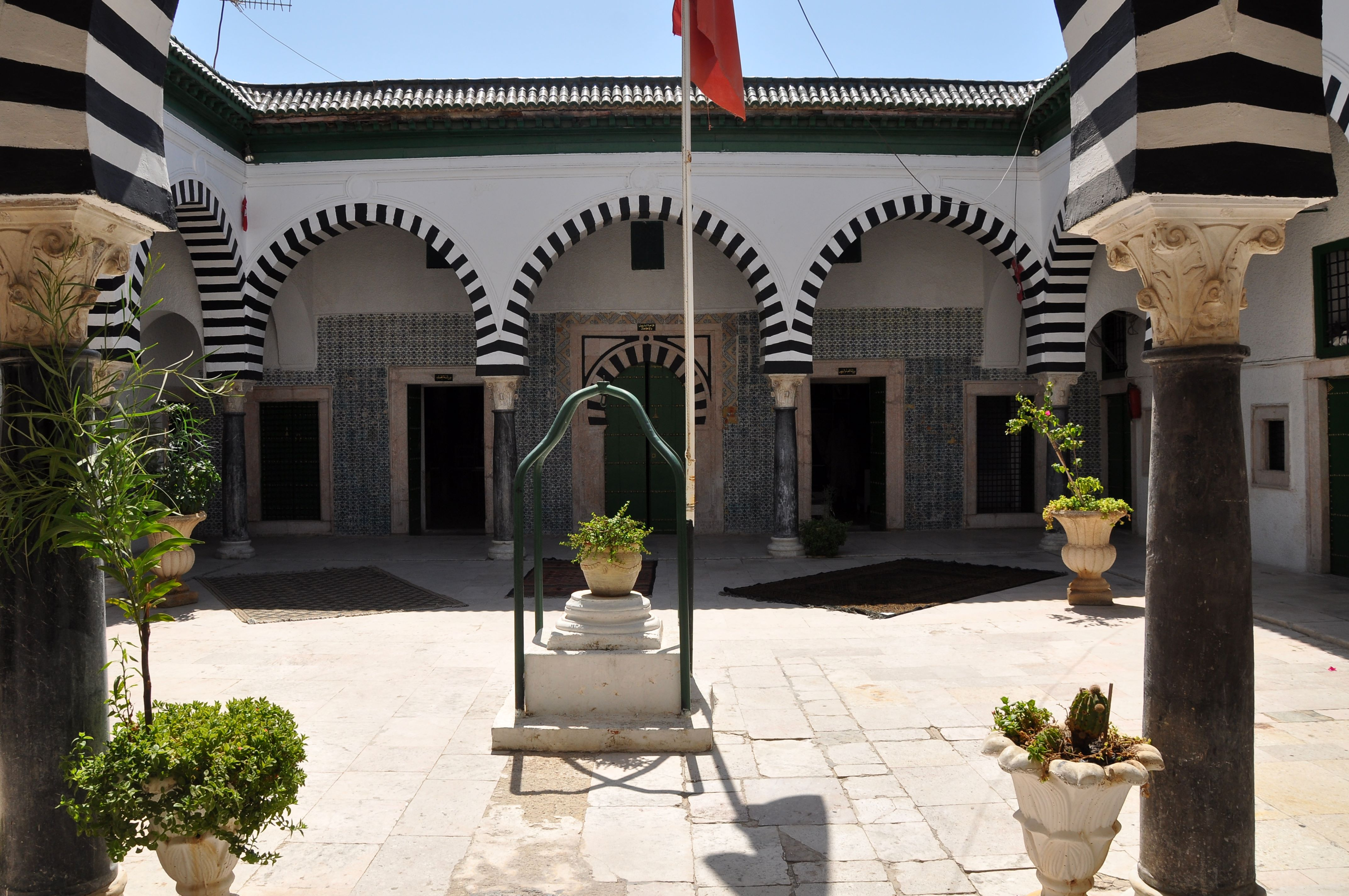
Aperçu de la cour de la médersa

La médersa El Bachia (arabe : المدرسة الباشية) est l'une des médersas de la médina de Tunis, située sur la rue des Libraires.

## Histoire
Édifiée vers 1752 par le souverain husseinite Ali Ier Pacha, qui règne de 1735 à 1756, elle est destinée à l'enseignement suivant le rite hanéfite.
Dans les années 1980, la médersa est restaurée avec le concours du ministère de la Formation professionnelle et de l'Emploi qui la convertit en un centre d'apprentissage.

## Description
Le bâtiment comprend treize pièces destinées au logement des étudiants, une salle de prière et une bibliothèque. Près de l'entrée se trouve, placé derrière une large fenêtre à barreau, un sabil (fontaine publique) qui est une adjonction due au fondateur de l'édifice.
La médersa El Bachia présente le plan classique d'une médersa : sur les trois côtés d'une cour encadrée de portiques s'ouvrent les pièces réservées à l'habitat des étudiants. Le quatrième côté donne accès à la salle de prière ainsi qu'à la bibliothèque. L'architecture du monument s'orne d'un riche décor de plâtre sculpté et de carreaux de céramique.

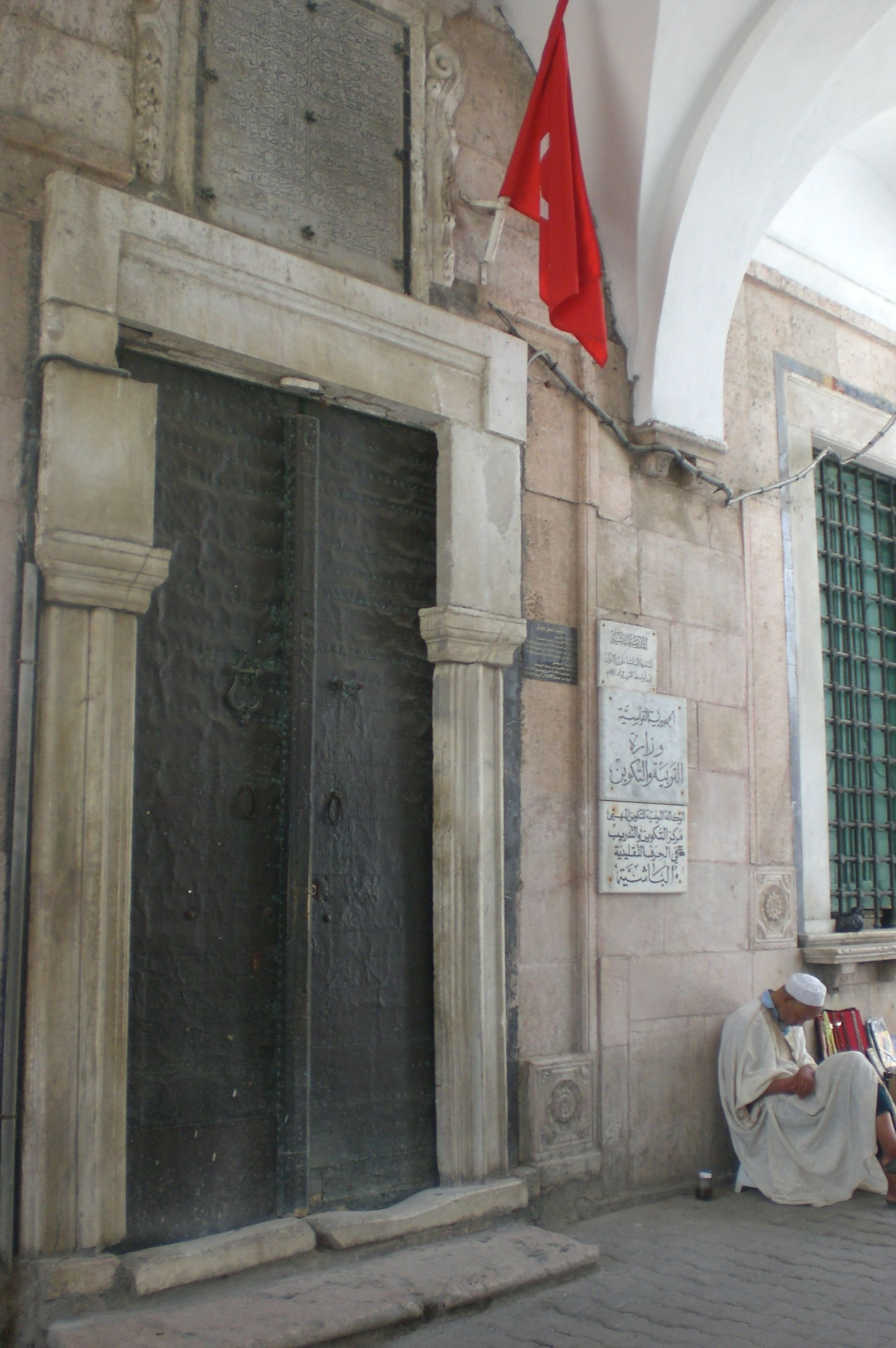
Porte d'entrée
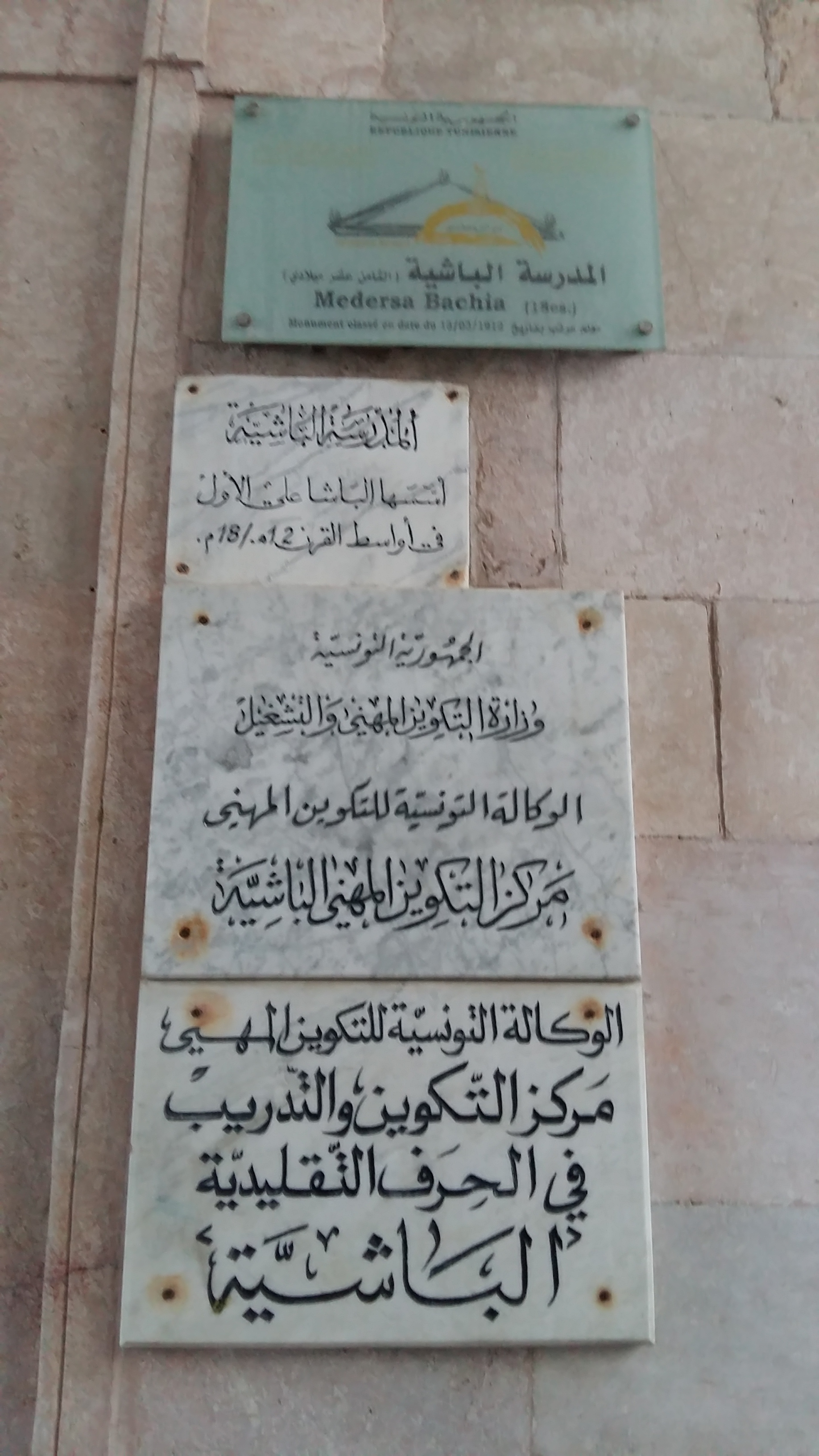
Plaques à l'entrée
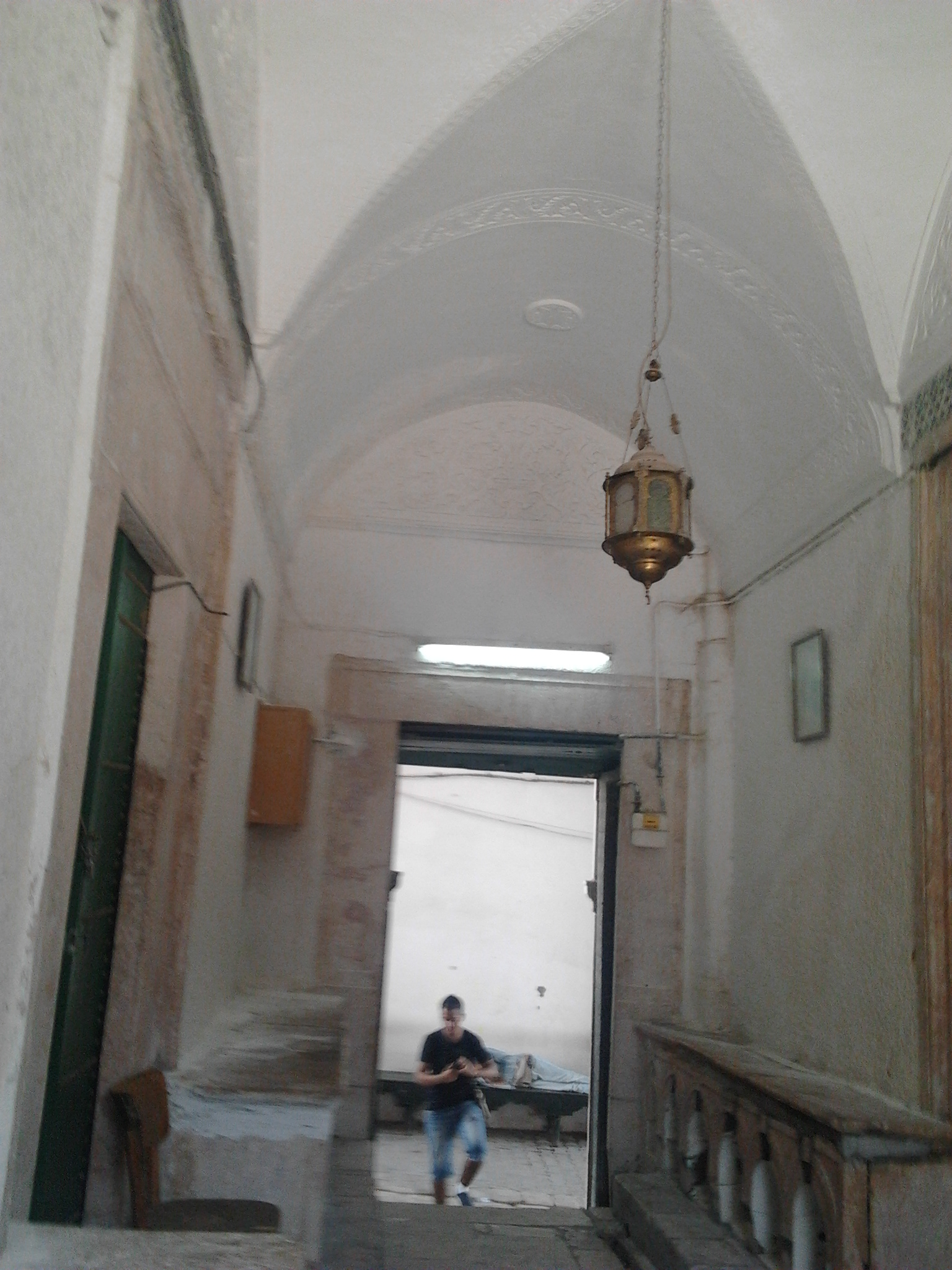
Vestibule
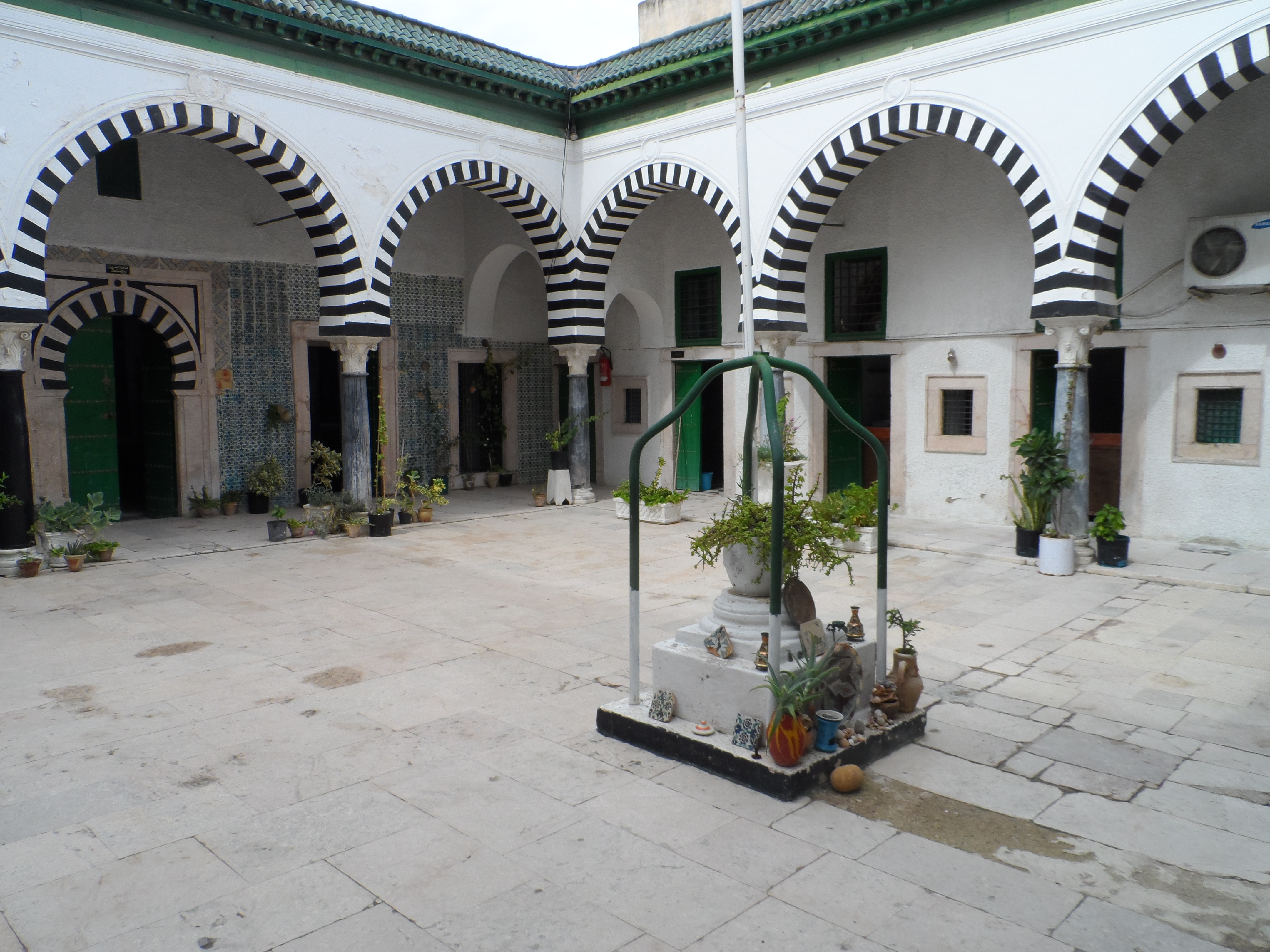
Cour